# Strehberg
Strehberg ist ein Gemeindeteil des Marktes Moosbach im Landkreis Neustadt an der Waldnaab (Oberpfalz, Bayern).

## Geographische Lage
Die Einöde Strehberg liegt an der Pfreimd unterhalb (südwestlich) des 511 m hohen Strehbergs etwa eineinhalb Kilometer nördlich von Moosbach.

## Geschichte
Strehberg hieß früher Haberkäsmühle und war eines der vielen Schleif- und Polierwerke an der Pfreimd.
Zum Stichtag 23. März 1913 (Osterfest) wurde Strehberg als Teil der Pfarrei Moosbach mit zwei Häusern und 20 Einwohnern aufgeführt.
Am 31. Dezember 1990 hatte Strehberg vier Einwohner und gehörte zur Pfarrei Moosbach.